# Дондук-Омбо
Донду́к-Омбо́ (калм. Дондг Омб; ум. 21 марта 1741) — третий калмыцкий хан (1735 — 1741), сын Гунджапа и внук хана Аюки. Родоначальник княжеского рода Дондуковы (Дондуковы-Корсаковы).

## Биография
Официально объявлен ханом в 1737 году в результате борьбы за престол с наследниками своего деда Аюки и другими претендентами. Правопреемником Аюки считался его старший сын Чакдор-Джаб. Однако тот умер в феврале 1722 года ещё при жизни своего отца. Во время встречи Аюки с Петром I в начале 1722 года возле Саратова, хан просил императора назначить своим наследником другого сына — Церен-Дондука, на что было получено согласие.
После смерти Аюки ханский престол стал оспаривать старший сын Чакдор-Джаба Дасанг. Российское правительство выставило свою кандидатуру — Дорджи Назарова. В свою очередь вдова Аюки, Дармабала, выдвинула на ханский престол внука Аюки, Дондук-Омбо. Опасаясь усиления Калмыцкого ханства и поддерживая междоусобицы в нём, астраханский губернатор Артемий Волынский назначил наместником непопулярного в народе Церен-Дондука.
В Калмыцком ханстве стали формироваться группировки, поддерживавшие различных претендентов на престол. Вокруг Дондук-Омбо собрались недовольные правлением ставленника российского правительства Церен-Дондука. 1 мая 1731 года новый астраханский губернатор Иван Измайлов объявил Церен-Дондука ханом, что привело к волнениям среди калмыцкой знати. 9 ноября 1731 года брат Церен-Дондука, Галдан-Данджин, с двумя тысячами воинов напал на Дондук-Омбо. Проиграв сражение, Галдан-Данджин бежал в Царицын. Российское правительство стало на сторону Церен-Дондука. Дондук-Омбо, чтобы не вступать в конфликт с российской властью, ушёл на Кубань, где принял подданство Османской империи.
В это время назревал конфликт между Россией и Османской империей. Царское правительство опасаясь усиления турок на Северном Кавказе было вынуждено признать ханом калмыков Дондук-Омбо, который приобрёл к этому времени значительную роль среди своего народа. 7 марта 1735 года Дондук-Омбо был объявлен «главным управителем калмыков». 14 ноября того же года он, вернувшись на Волгу, принёс присягу на верность России. Договорившись с ним, российское правительство использовало калмыцкие войска в войне с Турцией (1735—1739).
3 марта 1737 года Дондук-Омбо был объявлен ханом Калмыцкого ханства. Его правление характеризуется единовластием — проводил политику жёсткого управления, иногда физически расправляясь со своими противниками. Численность калмыцкого войска при нём доходила до 50 000 человек: на Кубани находилось 30 тысяч, на Волге — 20 тысяч (охранявших калмыцкую степь от набегов казахов и башкир).
Умер Дондук-Омбо 21 марта 1741 года.

## Престолонаследие
От первой жены Дондук-Омбо имел сына Галдан-Норбо. От второй жены — кабардинской княжны Джан — у него было несколько детей, среди них сын Рандул, которого Дондук-Омбо объявил своим наследником. Этот выбор хана привёл к тому, что Галдан-Норбо выступил против отца. Летом 1738 года Дондук-Омбо решил совершить поход против казахов, поставив во главе войска Галдан-Норбо, который, воспользовавшись моментом, выступил против отца. После вмешательства российского правительства конфликт между ними был прекращён. Галдан-Норбо, по требованию хана, находившегося под влиянием второй жены Джан, был выслан в Казань, где и умер 27 июня 1740 года при странных обстоятельствах.
После смерти Дондук-Омбо борьба за ханский престол возобновилась. Ханша Дармабала выдвигала на престол Галдан-Данджина. Вторая жена Джан поддерживала своего сына Рандула. В результате, сторонники Рандула потерпели поражение и вдова Дондук-Омбо в 1743 году удалилась в Санкт-Петербург, где через некоторое время приняла крещение, став княгиней Верой Дондуковой.